# Jean-Luc Herman
Pour les articles homonymes, voir Herman.
Jean-Luc Herman est un artiste né le 26 avril 1936 à Theux en Belgique et mort le 14 août 2014 à Sartrouville. Installé en France à Paris depuis 1959, ce peintre et graveur est notamment auteur de livres d’artiste.

## Biographie
Jean-Luc Herman étudie à l’Académie Royale des Beaux-Arts de Liège, puis en 1959-1960 à l'École Estienne à Paris, où il s’installe en 1959.
Il entre comme artiste attaché à la collection L’Univers des formes, dirigée par André Malraux aux éditions Gallimard, où il restera de 1962 à 1969.
Il commence à exposer à partir de 1971 ; ses livres d'artistes ainsi que ses estampes témoignent d'une création en étroite collaboration avec des poètes : Jean Grosjean, Philippe Jaccottet,  Jean-Luc Sarré, André du Bouchet, Joseph Guglielmi ; il réalise aussi des sérigraphies-poème avec Bernard Noël, Jacques Dupin, Edmond Jabès.
Jean-Luc Herman participe au mouvement Nouvelle Pigmentation.
Il est le cofondateur avec Guy Boulay des éditions de la Séranne.

### Expositions
1995
- Installation à la Tour du Roi René, Marseille
- Festival international de poésie des Trois-Rivières, Canada

2004
- Centre culturel « Les Chiroux », Liège

2006
- Jean-Luc Herman : couleurs poétiques, Musée royal de Mariemont[2].

2009-2010
- « Jean-Luc Herman Peintures – Poésie », Cabinet des Estampes et des Dessins de Liège[3]

### Galeries
- Galerie Rive Gauche, Namur
- Galerie Spiess Seconde Modernité, France
- Galerie Didier Devillez, Bruxelles[4]

## Œuvres

### Livres d’artiste
1965
- Huit poèmes sur la nature, 7 eaux-fortes, poèmes de Federico Garcia Lorca

1973
- Espace d'ombre, 5 sérigraphies,  poème de Jean Grosjean
- Lune à l’aube d’été, 5 lithographies, poème de Philippe Jaccottet

1976
- Avant le Matin, 5 eaux-fortes en couleurs, poème de André Du Bouchet

1980
- Collines, gravures, poèmes de Jean-Luc Sarré ; tirage de 25 exemplaires
- Le Corps et l'Image, eaux-fortes, poèmes de Jacques Izoard

1983
- Élémentaires, lithographies, texte de François Jacqmin ; tirage de 34 exemplaires
- Le retenu laisse une meurtrissure, 5 eaux-fortes en couleurs, poème de Claude Faïn ; tirage de 30 exemplaires

1984
- La Langue, la perte, 8 lithographies, poèmes de Gaëtan Lodomez ; tirage de 30 exemplaires

1986
- Adresse de mai, 6 lithographies, poème de Jean-Michel Reynard ; tirage de 30 exemplaires
- L'Immobile, 7 eaux-fortes, poème de Jacques Siriez de Longeville ; tirage de 30 exemplaires

1990
- Les Enfants rouges, 7 eaux-fortes ; texte de Jacques Dupin ; Nice, éditions Matarasso ; tirage de 43 exemplaires (ex. I à VII accompagnés d'un poème manuscrit et d'un lavis)

1991
- Corps ou prétexte, une lithographie, poème de Michel Couturier ; Paris : Ed. Preuves d'artistes, tirage de 60 exemplaires
- Mémoire de l'huis, 8 pastels, poème manuscrit de Tita Reut ; édition manuscrite répliquée à 10 exemplaires
- Septembre, lithographies, texte lithographié manuscrit de Jean-Jacques Scherrer ; éditions Bernard Gabriel Lafabrie, tirage de 40 exemplaires

1992
- Livre de l'amante et du sourire, 5 peintures, poème manuscrit de Dominique Sampiero ; édition manuscrite répliquée à 14 exemplaires
- La Pénombre, 8 peintures originales, poèmes de Nicolas Cendo

1993
- Théâtre pourpre, 10 peintures originales, poèmes de Denise Desautels

1995
- Minéral vertical, 6 encres de couleur sur tissu polyester collé, texte de Bernard Noël ; Brissac, Éd. de la Séranne ; tirage de 30 exemplaires

1998
- Jérusalemville, 8 encres de couleurs sur tissu polyester collé, texte de Israël Eliraz, traduit de l'hébreu par Schlomo Elbaz ; Brissac, Éd. de la Séranne ; tirage 30 exemplaires

1999
- Avec un livre sous le bras, 8 peintures originales, poèmes de Gaspard Hons ;tirage de 15 exemplaires, sous reliure-sculpture de Marie-Thérèse Vercheval
- Hocheporte, monochromes, poèmes de Jacques Izoard ; Ed. de la Séranne

2000
- À l'épreuve de la lumière, 7 peintures, texte de Yves Namur, Éd. de la Séranne, Brissac ; tirage 15 exemplaires, tous dans une reliure en acier de Armand Danze
- Quinze interventions en sérigraphie sur quinze écritures[5] : textes en arabe de Tahar Bekri, en hébreu d'Israël Eliraz, en bengali de Lokenath Bhattacharya, en persan de Yadollah Royaï, partition musicale de Jean-Yves Bosseur, en tifinar de Assaleq Aj Ibrahim, en braille de François Jacqmin transposé par Daniel Dutrieux, en chinois de Ma Desheng, en mi' kmaq, transcrit par Danielle Eva Cyr, en langue inuit de Taiviti Naullaq transcrit par Michèle Therrien, en japonais de Ban'ya Natshuishi, en russe de Tolsty, en éthiopien de Makonnen, en géorgien de Dato Magradzé et formule mathématique de Laurent Siebenmann ; Brissac, Éd. de la Séranne ; tirage de 20 exemplaires

2001
- Schlamm lumineux, 7 sérigraphies, texte de Gaspard Hons ; Brissac, Éd. de la Séranne ; livre réalisé par Raymond Mottard, comprenant 9 plaques d'acier inoxydable percées de 8 trous, dans une boîte d'Annie Zédet ; tirage de 15 exemplaires

2004
- La Merveille du rien, 7 peintures originales, poèmes de Gaspard Hons ; éditions Zéphir, Paris ; tirage de 15 exemplaires, sous reliure de Armand Danze
- Vain labyrinthe, sérigraphies, poèmes de Jacques Izoard, reliure de Armand Danze

2007
- Comme la nuit recommence, poèmes de Robert Gérard ; tirage à 15 exemplaires